# جو هلدمن
جو هلدمن (انگلیسی: Joe Haldeman؛ زادهٔ ۹ ژوئن ۱۹۴۳) نویسنده اهل ایالات متحده آمریکا است. او استاد دانشگاه MIT است.
وی همچنین برندهٔ جوایزی همچون جایزه ادبی هوگو برای بهترین رمان، و جایزه هوگو برای بهترین داستان کوتاه، جایزه هوگو برای بهترین داستان کوتاه، جایزه ادبی هوگو برای بهترین رمان، و جایزه یادبود دیمون نایت شده‌است.